# Salon-la-Tour
Salon-la-Tour (Salom auf Okzitanisch) ist eine französische Gemeinde mit 679 Einwohnern (Stand 1. Januar 2022) im Département Corrèze in der Region Nouvelle-Aquitaine. Die Gemeinde ist Mitglied des Gemeindeverbandes Pays d’Uzerche.

## Geografie
Die Gemeinde liegt am Rande des Zentralmassivs und ist neben Masseret  die Eingangspforte zur Corrèze. Der Oberlauf des Flüsschens Forges, ein rechter Nebenflüsse des Bradascou, durchzieht das Gemeindegebiet.
Tulle, die Präfektur des Départements, liegt ungefähr 35 Kilometer südöstlich, Brive-la-Gaillarde etwa 45 Kilometer südlich und Uzerche rund 10 Kilometer südöstlich.
Der Ort liegt etwa auf halbem Wege zwischen den Abfahrten 43 und 44 der Autoroute A20.
Nachbargemeinden von Salon-la-Tour sind Lamongerie im Norden, Condat-sur-Ganaveix im Osten, Les Trois-Saints im Süden, Benayes im Westen sowie Masseret im Nordwesten.

## Wappen
Beschreibung: In Blau ein silberner Zinnenturm und im goldenen rechten Obereck drei (2;1) blaue Löwen.

## Einwohnerentwicklung
| Jahr      | 1962 | 1968 | 1975 | 1982 | 1990 | 1999 | 2007 | 2016 |
| Einwohner | 969  | 1018 | 926  | 798  | 729  | 722  | 705  | 652  |

## Sehenswürdigkeiten

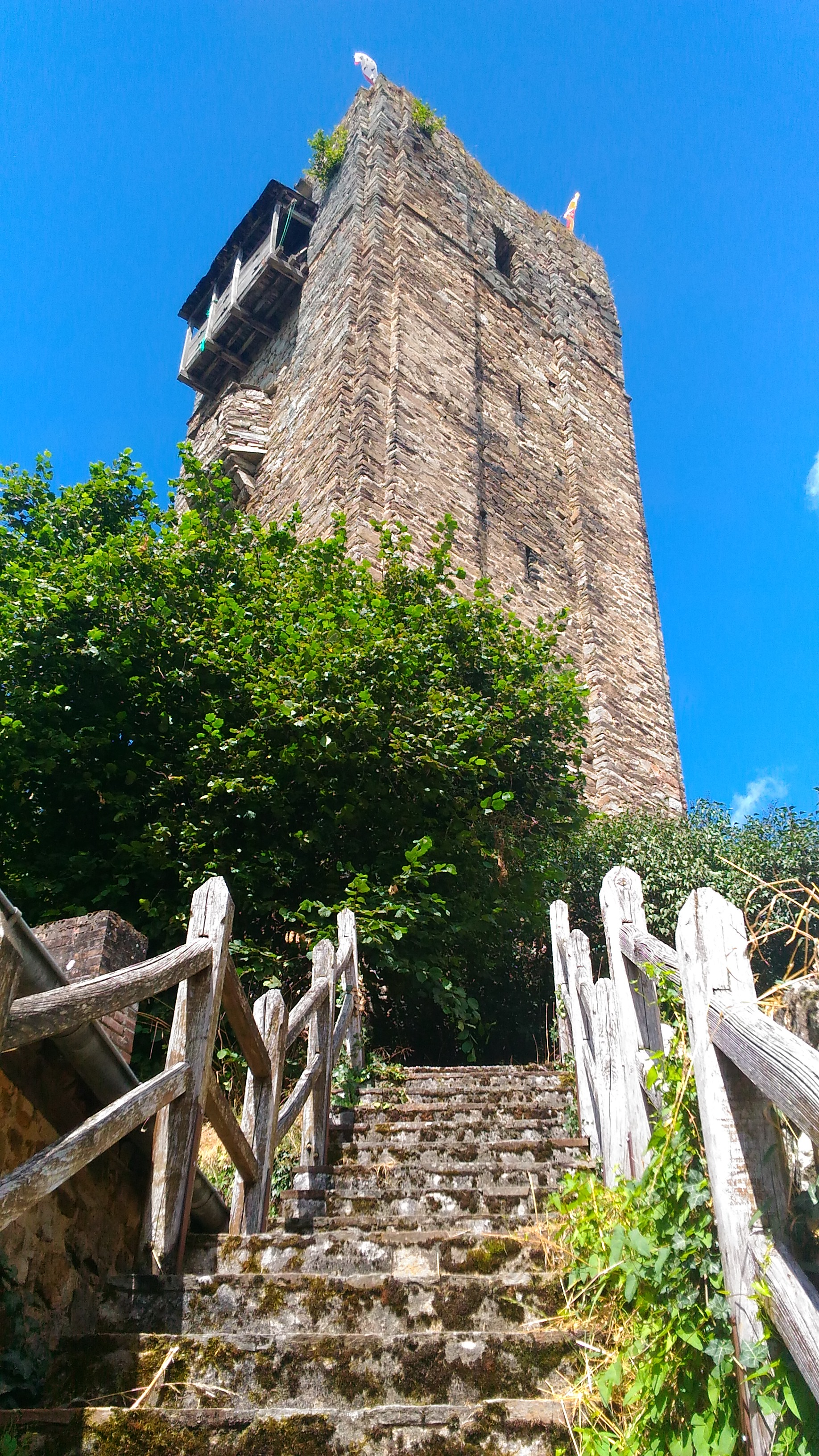
Turm

- Turm, Rest einer Festungsanlage aus dem 11. Jahrhundert, erbaut von den Vicomtes von Limoges und zerstört durch Richard Löwenherz, seit 1992 als Monument historique klassifiziert.[2][3]
- Château du Pin, ein Schloss aus dem 15. Jahrhundert, 1550 abgebrannt, zwischen dem 16. und 19. Jahrhundert wieder aufgebaut, 1916 wieder abgebrannt, heute restauriert.[4]
- Château de la Grènerie, ein Schloss erbaut im Jahre 1450 durch die Familie Lesbolières, dann verkauft an die Familie Beaupoil de St-Aulaire, eine Bretonische Familie, die den Bau abschloss und später erweiterte,  seit 1975 als Monument historique klassifiziert.[5][6] Das Schloss mit einem drei Hektar großen Park und Teich ist zu besichtigen.